# Девочка и вещи
«Вещи» (более известен как «Девочка и вещи») — советский короткометражный чёрно-белый фильм 1967 года, студенческая работа режиссёра Никиты Михалкова и оператора Игоря Клебанова. Фильм с единственной актрисой (девочкой) и почти без слов стал первой режиссёрской работой Никиты Михалкова.

## История
Как вспоминал Игорь Клебанов, фильм был снят как задание на немой этюд. Сценарий написал Никита Михалков. Актрису на главную роль, пятилетнюю девочку, нашли в детской парикмахерской на Арбате. Снимался фильм в одной из комнат квартиры Сергея Михалкова на улице Воровского, причём в соседней комнате Андрон Кончаловский обсуждал с коллегами съёмки своего будущего фильма «Дворянское гнездо».
По словам Михалкова, для съёмок фильма они «набили огромным количеством предметов комнату мамину. Там было всё. Мы туда всё стащили, предполагая, что это загромождение предметами будет создавать некий антураж, образ жизни этой девочки. …там были: и люстра, и бокалы, и стаканы, и бигуди, и фотографии, и посуда, и мебель, и так далее, и так далее…».

## Сюжет
Комната в квартире, за окном зимний городской пейзаж. Девочка проснулась и, пока родители спят, занимает себя рассматриванием разных вещей. Она играет с лупой, подходит к зеркалу. Закрывая то один, то другой глаз, смотрит на портрет на стене. Достаёт мамины бигуди и пытается удержать их на голове. Нажимает на клавиши магнитофона. Оттуда звучит музыка, а потом диалог взрослых, мужчины и женщины, записанный во время вечеринки (видимо, накануне в этой же квартире).

## Съёмочная группа
- Режиссёр и сценарист — Никита Михалков
- Оператор — Игорь Клебанов
- Художник — Станислав Фролов

## Музыка
- вокальная композиция в исполнении The Swingle Singers: Largo из концерта Баха для клавесина и струнных Фа минор (BWV 1056) (с альбома Going Baroque (1964), позже в компиляции Anyone for Mozart, Bach, Handel, Vivaldi? (1986))
- инструментальная версия песни «Дубинушка»

## Критика
По словам Игоря Клебанова, фильм получил одобрение «не только педагогов, но и вгиковцев». Сам же оператор признавался, что для него по-новому открылся студент Михалков — «я увидел в нём режиссёра. С огромной выдумкой, природной иронией, тягой к импровизации и редким умением работать с актёрами».
Намерение авторов фильма состояло в том, чтобы передать атмосферу в семье девочки через её общение с вещами: «нам были важны просто взаимоотношения девочки с предметами, через которые мы узнаём какую-то часть жизни её дома». При этом Михаил Ромм, посмотрев фильм, со свойственным ему юмором отметил, что он бы назвал его «девочка в комиссионном магазине».
Михалков вспоминал также, что «недруги-критики много лет спустя, когда посмотрели эту картину на каком-то студенческом фестивале, сказали, что это была лучшая работа Михалкова и что всё, что он сделал потом, — гроша ломаного не стоит…».
Профессор Бристольского университета, киновед Биргит Бёмерс в книге о творчестве Михалкова отмечает, что тот предоставляет самому зрителю исследовать мир девочки без поясняющего текста, опираясь лишь на объекты и звуковое сопровождение. Режиссёр обращает внимание на контраст интерьера и пространства снаружи, начиная и завершая фильм видом из окна квартиры. В этой работе проявляется интерес Михалкова к визуальным инструментам (лупа, зеркало, окно), который будет играть значительную роль и в последующем его творчестве.
Американский кинокритик и режиссёр Бильге Эбири, представляя фильм Михалкова на сайте Vulture (сетевом издании New York Magazine, посвящённом культуре), назвал «Девочку и вещи» «модернистским (и очень советским) взглядом на взаимоотношение девочки с окружающим её миром», отметив, что фильм отражает сильные стороны, которые проявятся у зрелого Михалкова — в частности, внимание к интерьеру и работу с юными актёрами. Он также расценил как возможный намёк на культурный консерватизм позднего Михалкова тот факт, что в саундтреке фильма поп-песня сменяется народной «Дубинушкой».

## Дополнительные факты
Фильм был показан в Московском Доме Кино на творческом вечере Никиты Михалкова в 2010 году, на Дне студента в киевском кинотеатре «Кинопанорама» в рамках ретроспективы режиссёрских дебютов в 2014 году.
В 2011 году фильм включён в число учебно-методических видеоматериалов в образовательную программу ВГИКа (специальность «070701 Звукорежиссура аудиовизуальных искусств»).